# Gaëtan Mittelheisser
Gaëtan Mittelheisser, né le 26 juillet 1993 à Saint-Louis, est un joueur français de badminton spécialiste du double hommes et du double mixte.
Il est actuellement licencié à son club formateur du Volant des 3 Frontières de Village-Neuf et s'entraîne à l'INSEP.

## Palmarès
2012
- White Nights (Russie)  en double hommes avec Baptiste Carême.
- Karkhov International (Ukraine)  en double hommes avec Baptiste Carême.

2013
- Championnat de France de badminton  en double hommes, associé à Baptiste Carême.
- Jeux méditerranéens  en double hommes, associé à Baptiste Carême.

2015
- Jeux européens  en double-mixte, associé à Audrey Fontaine.

2016
- Championnat de France de badminton  en double hommes, associé à Bastian Kersaudy et  en double mixte associé à Audrey Fontaine